# Tour d'Allemagne 2001
Le Tour d'Allemagne 2001 est la 25e édition de cette course cycliste par étapes. Elle s'est déroulée du 29 mai au 4 juin. L'épreuve, disputée sur un parcours de 1 235,1 km entre Hambourg et Stuttgart, est remportée par le Kazakh Alexandre Vinokourov, de l'équipe Team Deutsche Telekom.

## Les étapes
| Étape     | Date     | Villes étapes             | Distance (km) | Vainqueur d'étape    | Leader du classement général |
| 1re étape | 29 mai   | Hambourg - Hanovre        | 209,9         | Tom Steels           | Tom Steels                   |
| 2e étape  | 30 mai   | Goslar - Erfurt           | 173           | Erik Zabel           | Erik Zabel                   |
| 3e étape  | 31 mai   | Erfurt - Bad Neustadt     | 176,9         | Erik Zabel           | Erik Zabel                   |
| 4e étape  | 1er juin | Bad Neustadt - Mannheim   | 239,8         | Óscar Freire         | Erik Zabel                   |
| 5e étape  | 2 juin   | Mannheim - Heppenheim     | 91,3          | Matthias Buxhofer    | Erik Zabel                   |
| 6e étape  | 2 juin   | Weinheim - Heppenheim     | 27,2 (clm)    | Alexandre Vinokourov | Alexandre Vinokourov         |
| 7e étape  | 3 juin   | Offenbourg - Freudenstadt | 159,5         | Rolf Aldag           | Alexandre Vinokourov         |
| 8e étape  | 4 juin   | Freudenstadt - Stuttgart  | 157,5         | Erik Zabel           | Alexandre Vinokourov         |

## Équipes participantes
Dix-sept équipes participent au Tour d'Allemagne.
| - Alessio - CSC World Online - Team Coast - Telekom - Batavus |  | - Domo-Farm Frites - Gerolsteiner - Festina - Lotto |  | - Saeco-Longoni - Mapei - Post Swiss Team - Team Fakta |  | - Vlaanderen - Team Nürnberger - Team Cologne - Rabobank |

## Classements

### Classement général
|     | Cycliste             | Équipe                  | Temps               |
| --- | -------------------- | ----------------------- | ------------------- |
| 1er | Alexandre Vinokourov | Team Deutsche Telekom   | en 30 h 57 min 17 s |
| 2e  | Aitor Garmendia      | Team Coast-Buffalo      | + 1 min 56 s        |
| 3e  | Rolf Aldag           | Team Deutsche Telekom   | + 1 min 58 s        |
| 4e  | Bart Voskamp         | Bankgiroloterij-Batavus | + 2 min 14 s        |
| 5e  | Félix García Casas   | Festina-Lotus           | + 2 min 15 s        |
| 6e  | Bert Grabsch         | Phonak Hearing Systems  | + 2 min 18 s        |
| 7e  | Markus Zberg         | Rabobank                | + 2 min 46 s        |
| 8e  | Udo Bölts            | Team Deutsche Telekom   | m.t.                |
| 9e  | Georg Totschnig      | Gerolsteiner            | + 2 min 50 s        |
| 10e | Franco Pellizotti    | Alessio                 | + 4 min 4 s         |

### Classements annexes
| Pos | Coureur              | Pays       | Équipe                | Pts |
| --- | -------------------- | ---------- | --------------------- | --- |
| 1   | Erik Zabel           | Allemagne  | Team Deutsche Telekom | 133 |
| 2   | Sven Teutenberg      | Allemagne  | Festina-Lotus         | 79  |
| 3   | Alexandre Vinokourov | Kazakhstan | Team Deutsche Telekom | 54  |

| Pos | Coureur        | Pays      | Équipe                  | Pts |
| --- | -------------- | --------- | ----------------------- | --- |
| 1   | Corey Sweet    | Australie | Bankgiroloterij-Batavus | 32  |
| 2   | Steve Zampieri | Suisse    | Post Swiss              | 20  |
| 3   | Rolf Aldag     | Allemagne | Team Deutsche Telekom   | 16  |